# ساندي مارتن
ساندي مارتن (بالإنجليزية: Sandy Martin)‏ (و. 1950  م) هي ممثلة مسرحية، وممثلة أفلام، وممثلة تلفزيونية أمريكية، ولدت في نيويورك عام 1949 في فيلادلفيا ، بدأت مشوارها المهني سنة 1965.

## حياتها المهنية
بدأت مارتن حياتها المهنية في التمثيل في سن 15 عاما. وهي عضو مؤسس في العديد من الشركات المسرحية الناجحة في مدينة نيويورك ولوس أنجلوس. قامت بتكييف سيناريوهات العديد من المسرحيات، وعملت كمنتج مشارك للعديد من إنتاجات TNT بما في ذلك فيلم Gettysburg عام 1993.

## أدوار مارتن التلفزيونية
- لعبت دور أخت زوجة ميكي دونوفان ساندي باتريك في راي دونوفان.
- الراهبة المسنة الأخت لورا ماري في إنقاذ النعمة.
- شرطية في 48 ساعة
- السيدة ميريديث في فيلم real genius

## وصلات خارجية
- ساندي مارتن على موقع IMDb (الإنجليزية)
- ساندي مارتن على موقع ألو سيني (الفرنسية)
- ساندي مارتن على موقع أول موفي (الإنجليزية)
- ساندي مارتن على موقع قاعدة بيانات الأفلام السويدية (السويدية)
- ساندي مارتن على موقع قاعدة بيانات الفيلم (الإنجليزية)
- ساندي مارتن على موقع كينوبويسك (الروسية)